# Henry Nilsson
Arne Henry Nilsson, född 14 april 1940, är en svensk före detta friidrottare (långdistanslöpare). Han tävlade för IF Örnen och vann SM-guld på 30 000 meter år 1966 och 1968.
Civilt arbetade han som polis, och efter pensionen blev han deckarförfattare.